# Баганали
Баганали́ (каз. Бағаналы) — село у складі Аулієкольського району Костанайської області Казахстану. Входить до складу Казанбаського сільського округу.
Населення — 313 осіб (2021; 503 у 2009, 623 у 1999, 548 у 1989).